# Андрієвська (Маркушевське сільське поселення)
Андрі́євська (рос. Андреевская) — присілок у складі Тарногського району Вологодської області, Росія. Входить до складу Маркушевського сільського поселення.

## Населення
Населення — 71 особа (2010; 72 у 2002).
Національний склад (станом на 2002 рік):
- росіяни — 99 %